# Splinter Cell: Blacklist
Splinter Cell: Blacklist je nadolazeća video-igrica akcijskog i stealth žanra od Ubisofta i time sedmi nastavak Splinter Cell serijala.
Na Microsoftovoj konferenciji E3 2012, video-igrica Splinter Cell: Blacklist je predstavljena, najavljujući nove značajke u integriranju igre s Xbox Kinect-om. U igrici, Sam Fisher je promoviran u izvršnog direktora Fourth Echelon-a, gdje će raditi i kao agent da bi spriječio niz tempiranih terorističkih napada poznatih pod kodnim nazivom 'Blacklist'. Stare značajke koje se vračaju u serijal uključuju "Mark and Execute" u pokretu, Sam-ove stare zelene naočale i vojni nož, kao i novi pokret zvan "Kill & Drag" koji se i izvodi nožem.

## Razvoj i izlazak
U studenom 2010. Jade Raymond potvrdila je da s drugim programerima radi na novom Splinter Cell naslovu. Svi programeri su iz odjela Ubisoft Toronto, a grafički "engine" igrice je modificirana verzija Unreal Engine-a zvana LEAD Engine.
Igrica je službeno predstavljena na E3 konferenciji u srpnju 2012., a izlazak igrice je najavljen za drugi kvartal 2013.

## Radnja
Radnja ovog dijela nastavlja se na Splinter Cell: Conviction kada predsjednica SAD-a zatvara koruptirani odjel Third Echelon i zamjenjuje ga novim odjelom - Fourth Echelon. Predsjednica unaprjeđuje Fishera u direktora i osnivača te organizacije. Sam Fisher sa svojim novim timom mora pronači 12 terorista koji žele stati na kraj vojnoj nazočnosti od strane SAD-a u svojoj zemlji tako da uzrokuju niz vremenski povezanih terorističkih napada na područje SAD-a.

## Značajke
Crna lista uvodi novu mehaniku igrivosti zvanu ubijanje u pokretu, čime je igraču omogućeno označavanje meta i ubijanja istih, a sve to dok je u pokretu. Također, uvedena je integracija s Xbox Kinect-om, koji će igračima omogućiti da glasom odvrate pozornost neprijatelju. Vraćeni su i borbeni nož te originalne zelene naočale iz Splinter Cell: Chaos Theory.